# Pascal Sempé
Pour les articles homonymes, voir Sempé.
Pascal Sempé est un entraîneur de football français directeur de l'école de football de Toulouse Football Club (TFC) depuis mai 2004. Il a également dirigé de 2004 à 2008 l'équipe de la réserve professionnelle de ce club, évoluant en CFA. 
En 2015, il est nommé au poste de responsable de l'école de football du Toulouse Football Club pour les trois prochaines saisons.  